# Wajdi al-Ahdal
Wajdi al-Ahdal (arabiska: وجدي الاهدل), född 1973 i provinsen al-Hudayda i Nordjemen, är en jemenitisk författare och dramatiker.
al-Ahdal har vunnit flera jemenitiska litterära priser, och har gett ut fyra novellsamlingar, fyra romaner och en pjäs. Han har dessutom skrivit filmmanus. Vissa av hans verk har förbjudits i Jemen, och vid ett tillfälle, efter att hans roman Qawarib jabaliya ("Bergsbåtar") förbjudits, tvingades han fly landet. Han var en av de 39 arabiska författare under 40 år som valdes ut till antologin Beirut 39, huvudprojektet när Beirut var Unescos bokhuvudstad 2009.